# Louis Réard
Louis Réard (Rijsel, 10 oktober 1897 – Lausanne, 16 september 1984) was een Franse auto-ingenieur en kledingontwerper. Hij introduceerde in juli 1946 de moderne bikini als tweedelige badkleding.
Réard produceerde de bikini nadat hij het kledingbedrijf van zijn moeder had overgenomen. De naam “bikini” voor dit tweedelige badkledingstuk koos hij omdat het hem deed denken aan een met kernbommen in tweeën gesplitst eiland van het atol Bikini.
In 1980 verhuisde Réard met zijn vrouw Michelle naar Lausanne. Daar overleed hij in een ziekenhuis waar hij een maand eerder was opgenomen voor een gebroken been.
- Library of Congress Control Number: n2020044511
- RKD-Nederlands Instituut voor Kunstgeschiedenis: 320121
- Virtual International Authority File: 1980159764079708170000